# Гергиева, Лариса Абисаловна
Лари́са Абиса́ловна Ге́ргиева (осет. Ге́ргити Абиса́ли ки́згӕ Ла́рисӕ; род. 27 февраля 1952, Бельцы) — советская, украинская и российская пианистка и оперный режиссёр. Народная артистка Российской Федерации (2011), Народная артистка Украины (2006).
Художественный руководитель Северо-Осетинского государственного театра оперы и балета и «Академии молодых певцов» Мариинского театра. Старшая сестра Валерия Гергиева, супруга Грайра Ханеданьяна.

## Биография
Родилась 27 февраля 1952 года в городе Бельцы Молдавской ССР. Окончила Северо-Осетинское училище искусств (г. Орджоникидзе, ныне Владикавказ), фортепианное отделение (1972). В 1972—1976 годах училась на фортепианном факультете Ростовского государственного музыкально-педагогического института. Во время учёбы с 1967 года работала в этих же учебных заведениях концертмейстером.
С 1975 года — педагог по специальному фортепиано в Северо-Осетинском училище искусств и концертмейстер Северо-Осетинского музыкального театра. В 1977 году стажировалась в Ленинградской консерватории.
С 1987 по 1998 год — концертмейстер Пермского академического театра оперы и балета им. П. И. Чайковского. В годы работы в Перми гастролировала по странам мира (Великобритания, Германия, Испания, Италия, Канада, Португалия, Франция, США и др.), выступая и записываясь в качестве концертмейстера с Ольгой Бородиной (постоянно), а также с Дмитрием Хворостовским и другими выдающимися певцами. Организовала в Перми всероссийский и международный (1993 г.) конкурсы молодых оперных певцов. Вместе с супругом Грайром Ханеданьяном и другими солистами Театра оперы и балета много и охотно концертировала в самых разных залах Перми — от фойе театра до клубов по месту жительства. В концертах выступала также с музыковедческими комментариями. Участвовала в организации на пермской сцене двух фестивалей «Грайр Ханеданьян приглашает» (1990, 1992 гг.), гостями которых стали выдающиеся представители отечественной оперной сцены.
В качестве концертмейстера принимала участие во многих всесоюзных и международных конкурсах, является дипломантом ряда из них (им. Ф. Шаляпина в Казани, им. Г. Отса в Таллине, им. Н. Римского-Корсакова в Санкт-Петербурге и др.). Отмечена специальным призом (как лучший концертмейстер) на международном конкурсе Би-Би-Си (Великобритания). Член жюри ряда конкурсов, организатор и генеральный директор Конкурса молодых оперных певцов им. Н. Римского-Корсакова в г. Санкт-Петербурге (с 1994 года)[уточнить]. Член Международной ассоциации экспертов по вокалу[уточнить] (с 1994 года).
С 1998 года живёт и работает в Санкт-Петербурге, художественный руководитель «Академии молодых певцов» Мариинского театра.
Вела циклы авторских передач на радио «Орфей»: «Я — концертмейстер», «Легендарные певцы Императорских театров», «В гостях у Ларисы Гергиевой».

## Постановки
на сцене Мариинского театра:
- «Сказки Гофмана» (2000, режиссёр — Марта Доминго);
- «Золотой петушок» (2003);
- «Каменный гость» (полусценическое исполнение);
- «Снегурочка» (2004);
- «Ариадна на Наксосе» (2004 и 2011);
- «Путешествие в Реймс» (2005);
- «Сказка о царе Салтане» (2005);
- «Волшебная флейта», «Фальстаф» (2006);
- «Севильский цирюльник» (полусценическое исполнение, 2008);
- «Русалка» (2009);
- «Опера о том, как поссорился Иван Иванович с Иваном Никифоровичем» (2009);
- «Женитьба» (2009);
- «Тяжба» (2009);
- «Шпонька и его тетушка» (2009);
- «Коляска» (2009);
- «Майская ночь» (2009);
- «Дон Кихот» (2010, концертное исполнение при участии Ферруччио Фурланетто);
- «Станционный смотритель» (2011);
- «Моя прекрасная леди» (2012).

на сцене Северо-Осетинского театра оперы и балета:
- Балет «Щелкунчик» Чайковского
- Оперы «Иоланта» Чайковского
- «Кармен» Бизе
- «Маугли» («Сын человеческий») А. Лубченко (2006)
- «Трубадур» Верди (2011)
- «Агриппина» Генделя (2012)

## Награды и звания
- Народная артистка Российской Федерации (21 марта 2011 года) — за большие заслуги в области кинематографического, музыкального, театрального и хореографического искусства[3]
- Заслуженная артистка Российской Федерации (30 мая 1995 года) — за заслуги в области искусства[4]
- Народная артистка Украины (19 августа 2006 года) — за весомый личный вклад в развитие международного сотрудничества, укрепление авторитета и положительного имиджа Украины в мире, популяризацию её исторических и современных достижений[5]
- Народная артистка Республики Северная Осетия — Алания[6]
- Орден Дружбы (26 июня 2013 года, Южная Осетия) — за большой личный вклад в развитие дружественных отношений между народами, заслуги в развитии мировой и национальной музыкальной классики[7]
- Медаль «Во славу Осетии»
- Нагрудный знак РФ «За вклад в российскую культуру» (2018, Министерство культуры Российской Федерации)[8]
- Орден святой Анны (УПЦ)
- Приз международного конкурса Би-Би-Си (Великобритания)
- Лауреат международных конкурсов